# Timea chondrilloides
Timea chondrilloides är en svampdjursart som först beskrevs av Topsent 1904.  Timea chondrilloides ingår i släktet Timea och familjen Timeidae. Inga underarter finns listade i Catalogue of Life.